# Олга Суворова
Олга Александровна Суворова (на руски: Ольга Александровна Суворова) е казахски съветски учен-химик, доктор на химическите науки (1963), професор (1970), лауреат на Държавната премия на СССР (1950).

## Биография
Олга Суворова се ражда на 14 юни 1906 г. във Вологда, СССР. През 1933 г. завършва основен курс в Ленинградския държавен педагогически институт Херцен. След завършването на аспирантура, тя защитава дисертация по химия под ръководството на съветския химик-методист Вадим Верховски.
От 1937 до 1969 г. е завеждаща катедрата по химия Казахския педагогически институт „Абай“. Под нейно ръководство в течение на 30 години активно се занимава с разработката на учебно-методически въпроси по отношение както на преподаването на химия, така и на научните работи.
Ольга Суворова е автор и съавтор на учебно-методическото пособие „О связи преподавания химии с практикой и задачами социалистического строительства“ (1940), „Задачи и работи по химия“ (1941), в които са изложени методи и способи за решение на задачи по химия, описани са техники и методика за лабораторни опити за получаване и отделяне едно от друго на газообразни и други вещества. Под ръководството на Олга Суворова катедрата по химия на Казахския педагогически институт се превръща в основен методически център по химия в Казахстан, дейността на който впоследствие успешно се продължава от нейните ученици И. Н. Нугуманов, А. Ф. Сейтжанов, С. Н. Мусабеков, А. Мирзабаев, Б. Н. Алмашев, К. А. Нурумбетов и други.
От 1944 до 1952 г., едновременно с работата в Казахския педагогически институт Олга Суворова е научен сътрудник в казахстанското отделение на Института по металургия на Академията на науките на СССР. Основното направление на нейната научна работа става разработката на важни за промишлеността на Казахстан научни изследвания, по-специално разделянето на редкоземните метали чрез електрохимически методи, изследване на електрохимията на рения – цементация на рений с метален цинк и желязо, за да се извлече рений от разредени разтвори. Тя разработва и внедрява в производството метод за получаване на рений от заводски шлаки. За тази си работа тя получава Държавна премия на СССР през 1950 г. Материалите за изследване на електролизата на рений от водни разтвори стават основа за дисертацията и за доктор на науките, която тя защитава през февруари 1963 г.
От 1970 г. е професор. Под ръководството на Олга Суворов научни изследвания в областта на химията провеждат К. А. Аханбаев, В. А. Бобров, Б. Н. Алмаши, К. А. Нурумбетов, Я. Н. Сушков. Олга Суворова е автор на повече от 34 научни работи и 4 авторски свидетелства.
Съдбата ѝ след 1976 г. е неизвестна. Не е ясно времето и мястото на смъртта ѝ.